# Vauclusotte
Vauclusotte ist eine französische Gemeinde mit 77 Einwohnern (Stand: 1. Januar 2022) im Département Doubs in der Region Bourgogne-Franche-Comté.

## Geographie
Vauclusotte liegt auf 452 m, sechs Kilometer nordwestlich von Maîche und etwa 26 Kilometer südlich der Stadt Montbéliard (Luftlinie). Das Dorf erstreckt sich im Jura, in einem Talkessel des Dorfbachs, der sich nach Süden zum Tal des Dessoubre öffnet, am Südfuß des Höhenzuges Montaigu. Das Gemeindegebiet gehört zum Regionalen Naturpark Doubs-Horloger.
Die Fläche des 7,62 km² großen Gemeindegebiets umfasst einen Abschnitt des französischen Juras. Die südliche Grenze verläuft entlang des Dessoubre, der in gewundenem Lauf tief eingeschnitten in die umgebenden Jurahochplateaus von Südwesten nach Nordosten fließt. Die steilen Talhänge werden mehrfach von Kalkfelsbändern durchzogen. Nördlich des Dessoubre erstreckt sich das Gemeindeareal in den Talkessel von Vauclusotte, der im Lauf der Jahrmillionen von einem Seitenbach durch die Erosionskraft geschaffen wurde. Der Talkessel besitzt an der oberen Hangkante einen Durchmesser von knapp zwei Kilometer. Er wird im Westen von der Höhe von Mongens, im Norden vom Montaigu und im Osten von einem weiteren markanten Vorsprung begrenzt. Mit 700 m wird am Südhang des Montaigu die höchste Erhebung von Vauclusotte erreicht.
Nachbargemeinden von Vauclusotte sind Valoreille im Norden und Osten, Orgeans-Blanchefontaine und Cour-Saint-Maurice im Süden sowie Belleherbe im Westen.

## Geschichte
Im Mittelalter gehörte Vauclusotte zum Gebiet der Herrschaft Châtillon-sous-Maîche, die unter der Oberhoheit der Grafen von Burgund stand. Zusammen mit der Franche-Comté gelangte das Dorf mit dem Frieden von Nimwegen 1678 an Frankreich.

## Sehenswürdigkeiten
Die Dorfkirche von Vauclusotte wurde 1830 erbaut. Im Ortskern sind zahlreiche Bauernhäuser im traditionellen Stil der Franche-Comté aus dem 16. bis 19. Jahrhundert erhalten.

## Bevölkerung
| Jahr                       | 1962 | 1968 | 1975 | 1982 | 1990 | 1999 | 2016 |
| Einwohner                  | 149  | 147  | 136  | 139  | 123  | 110  | 91   |
| Quellen: Cassini und INSEE |      |      |      |      |      |      |      |

Mit 77 Einwohnern (Stand 1. Januar 2022) gehört Vauclusotte zu den kleinsten Gemeinden des Départements Doubs. Während des gesamten 20. Jahrhunderts wurde ein kontinuierlicher Bevölkerungsrückgang verzeichnet, nachdem 1886 noch 266 Personen gezählt wurden.

## Wirtschaft und Infrastruktur
Vauclusotte war bis weit ins 20. Jahrhundert hinein ein vorwiegend durch die Landwirtschaft (Viehzucht und Milchwirtschaft, Acker- und Obstbau) geprägtes Dorf. Noch heute leben die meisten Bewohner von der Tätigkeit im ersten Sektor. Außerhalb des primären Sektors gibt es nur wenige Arbeitsplätze im Dorf. Einige Erwerbstätige sind auch Wegpendler, die in den umliegenden größeren Ortschaften ihrer Arbeit nachgehen.
Die Ortschaft liegt abseits der größeren Durchgangsstraßen. Die Hauptzufahrt erfolgt von der D39 (Departementsstraße durch das Dessoubre-Tal) bei Orgeans-Blanchefontaine. Eine weitere Straßenverbindung besteht mit Valoreille.